# 細川町高畑
細川町高畑（ほそかわちょうたかはた）は、兵庫県三木市にある大字。旧・美嚢郡細川村大字高畑。郵便番号は673-0724。

## 地理

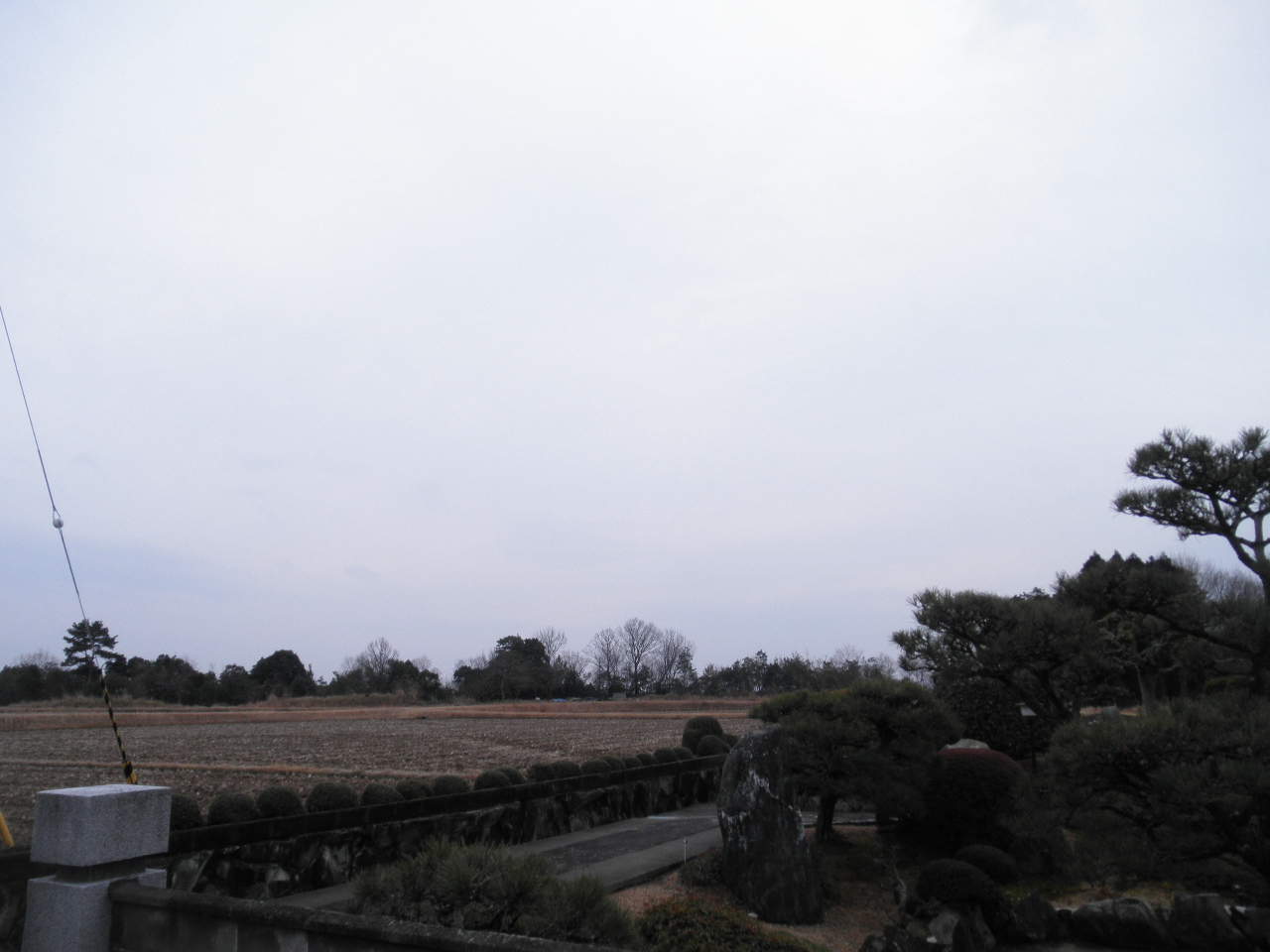
細川町高畑の街並み

- 細川地区の北西部に位置し、元々は高篠の一部であったが、大東亜戦争の終結後に引揚者が当時、高篠の地内に山林があり、開発されたことから高畑村として独立した。細川地区の中では独立している地区である。[4]東側は細川町高篠・西側は小野市大開町・南側は細川町脇川・北側は小野市万勝寺町、中谷町、加東市加東市と接する。

「大東亜戦争の終結後に引揚者が当時、高篠の地内に山林があり、開発されたことから高畑村として独立した」とあるが、これは間違いで大東亜戦争の終結後に開発されたのは小野市大開町のことである。
高畑村は、江戸時代から存在した。

## 歴史
- 1954年6月1日 - 三木市編入に伴い、三木市細川町高畑になる。

### 字域の変遷
| 実施前               | 実施年       | 実施後           |
| -------------------- | ------------ | ---------------- |
| 美嚢郡細川村大字高畑 | 1954年6月1日 | 三木市細川町高畑 |

## 世帯数と人口
2022年（令和4年）2月28日現在の世帯数と人口は以下の通りである。
| 町丁       | 世帯数 | 人口 |
| ---------- | ------ | ---- |
| 細川町高畑 | 34世帯 | 62人 |

## 小・中学校の学区
市立小・中学校に通う場合、学区は以下の通りとなる。
| 番地 | 小学校             | 中学校             |
| ---- | ------------------ | ------------------ |
| 全域 | 三木市立豊地小学校 | 三木市立星陽中学校 |

## 施設
- 日本道路機材工業三木工場
- 高畑公民館

## 交通
地内に公共交通機関は通っていない

### 道路
- 兵庫県道353号大畑小野線

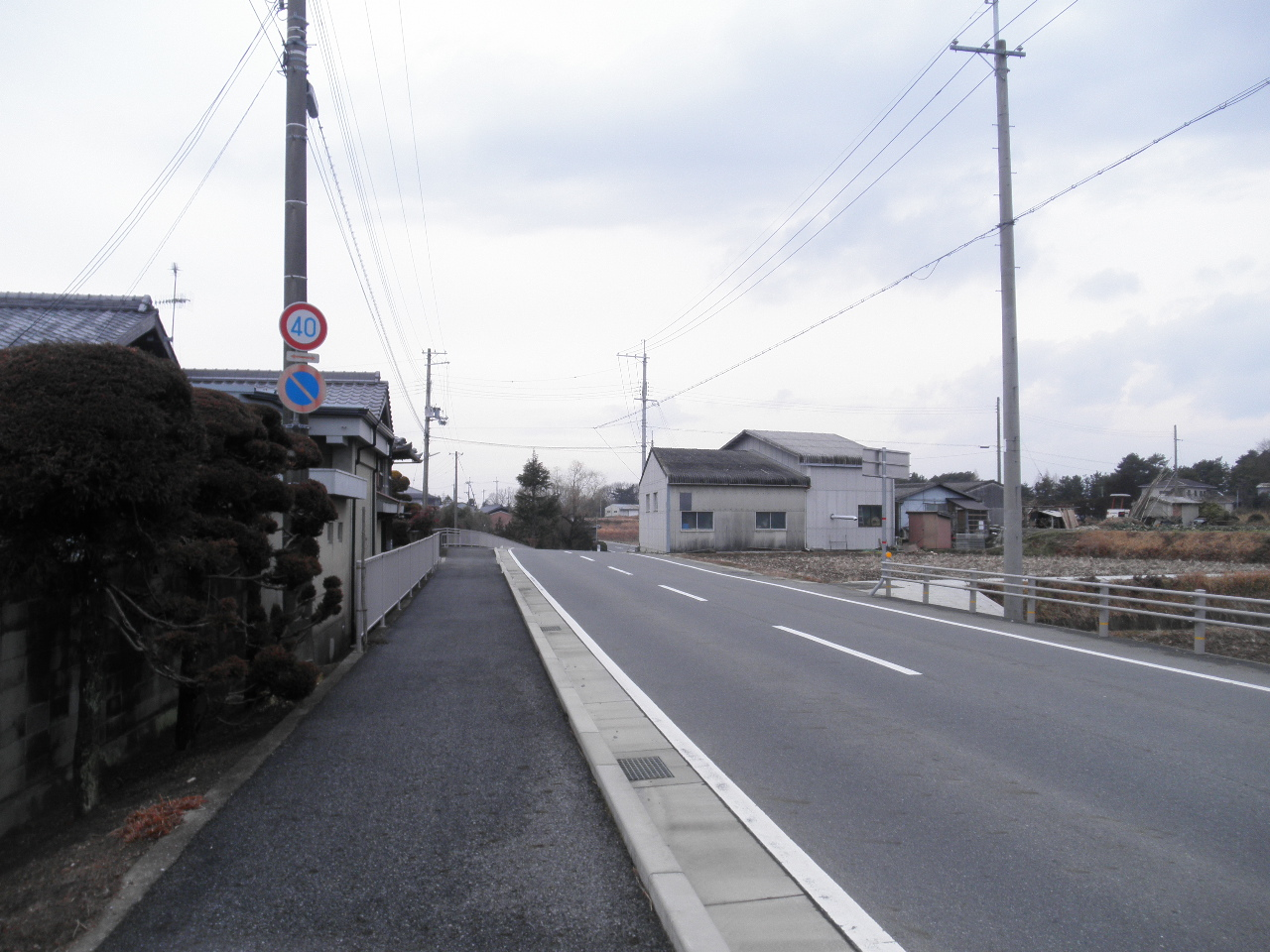
兵庫県道353大畑小野線